# Bisley-with-Lypiatt
Bisley-with-Lypiatt é uma paróquia do distrito de Stroud, no condado de Gloucestershire, na Inglaterra. De acordo com o Censo de 2011, tinha 2142 habitantes. Tem uma área de 29.22 km². Inclui as localidades de Bisley, Lypiatt, Eastcombe e Oakridge.